# Parentia griseicollis
Parentia griseicollis är en tvåvingeart som först beskrevs av Becker 1924.  Parentia griseicollis ingår i släktet Parentia och familjen styltflugor. Inga underarter finns listade i Catalogue of Life.